# Koptélovo
Koptélovo (en rus: Коптелово) és un poble (un possiólok) de l'óblast de Sverdlovsk, a Rússia, segons el cens del 2010 tenia 39 habitants.